# Game Jolt
Game Jolt (GJ) è un servizio di hosting per freeware e videogiochi commerciali con funzioni social. Il sito iniziale fu lanciato il 1º gennaio 2004 e fondato da David DeCarmine. Indirizzato principalmente per la Generazione Z, gli utenti condividono contenuti interattivi attraverso una varietà di formati, come immagini, video, live streaming, chat room ed eventi virtuali.
La API di Game Jolt (GJAPI) consente a qualsiasi sviluppatore di utilizzare una piattaforma di sviluppo di giochi che supporti le operazioni HTTP e MD5 o SHA-1.